# João Xavier de Matos
João Xavier de Matos (Lisboa[?], c. 1730/5 — Vila de Frades, 3 de novembro de 1789) foi um poeta português.
"De origem plebeia. Preso em 1763 por agredir um padre. Fez parte da Arcádia Portuense, assinando com o pseudónimo Albano Eritreu. Retoma Camões, quer na poesia bucólica, quer nos sonetos." 
Apresenta-se o seguinte soneto, de sua autoria, como exemplo:
Pôs-se o Sol; como já na sombra feia,
Do dia a pouco e pouco a luz desmaia!
E a parda mão da noite, antes que caia,
De grossas nuvens todo o ar semeia.
Apenas já diviso a minha aldeia;
Já do cipreste não distingo a faia.
Tudo em silêncio está. Só lá na praia
Se ouvem quebrar as ondas pela areia.
Com a mão na face a vista no céu levanto
E, cheio de mortal melancolia,
Nos tristes olhos mal sustenho o pranto;
E se ainda algum alívio ter podia,
Era ver esta noite durar tanto,
Que nunca mais amanhecesse o dia.

## Obras
- Egloga de Albano, e Damiana (1762)
- A Pastora Virtuoza: écloga (1782)
- Rimas (3 tomos, 1770, 1775, 1783)